# ایا-لیسا آتهیلا
اِیّا-لیسا آتهیلا (فنلاندی: Eija-Liisa Athila؛ زاده ۱۹۵۹ در همن‌لینا، فنلاند) هنرمند تجسمی معاصر و فیلم‌ساز فنلاندی است. او اکنون در هلسینکی زندگی و کار می‌کند.
وی برنده جایزه آرتس موندی ۲۰۰۶ است.